# Museo de Ciencias Naturales de Valencia
El Museo de Ciencias Naturales de Valencia está ubicado en los Jardines del Real (Viveros municipales).

## Historia
El actual Museo de Ciencias Naturales de Valencia tiene su origen en el antiguo Museo Municipal de Paleontología, fundado en 1889 y ubicado en el desaparecido Convento de San Gregorio de la calle de San Vicente, en el emplazamiento del actual Teatro Olympia.
Este museo surgió gracias a la generosa donación de la colección privada del ingeniero José Rodrigo Botet. Nacido en Manises en 1842, Botet emigró a Argentina en 1875, donde dirigió diferentes obras de ingeniería civil, además de participar como ingeniero militar en proyectos hidráulicos de Brasil, los Andes y la Patagonia. También estuvo involucrado en el diseño y planificación de la ciudad de La Plata y el puerto de Campana, del que fue constructor y concesionario. El 14 de julio de 1889, partió de Argentina, con su enorme colección paleontológica, a bordo del barco Mateo Bruzzo, llegando al puerto de Barcelona en medio de una gran expectación. Se fletó un tren especialmente para transportar la valiosa colección hasta Valencia, llegando una tarde del 9 de agosto.
La colección consta de numerosos fósiles de mamíferos del Cuaternario sudamericano, entre los que se encontraba el Hombre de Samborombón, un esqueleto humano considerado como la perla de la colección y que fue el centro de numerosas discusiones científicas a principios del siglo XX debido al postulado de la antigüedad terciaria del origen de la humanidad.
Le acompañó en el viaje el catalán Enrique De Carles, principal recolector de los fósiles y técnico naturalista del Museo de Buenos Aires. De Carles fue el principal responsable del montaje de los esqueletos hasta su marcha precipitada, en junio de 1890, debido al último brote de cólera que sufrió la ciudad de Valencia durante ese año.
Fue durante el mismo año de la marcha de Enrique De Carles cuando la colección se trasladó del Convento de San Gregorio a un local municipal situado en el número 62 de la calle Ruzafa, lugar donde permaneció de forma temporal hasta 1896, ubicándose la colección en un antiguo edificio de los Jesuitas, el Hospital de San Pablo, junto a la Alquería de Julià, lejos del centro histórico.
En 1904 fallece en Madrid José Rodrigo Botet, principal donante de la colección del museo.
Eduardo Boscá Casanoves (1843-1924), jardinero mayor del Jardín Botánico de la Universidad de Valencia, de firmes creencias evolucionistas, se convierte en el primer director del Museo Municipal de Paleontología, y junto con el montador Carlos Maicas, se continúa con la labor de montaje de los esqueletos que comenzó Enrique de Carles.
Con la celebración del IV Centenario de la Universidad de Valencia en 1902, el Ayuntamiento de Valencia decide mostrar la colección al público general por primera vez. El edificio del Hospital de San Pablo resultó ser ineficiente para la conservación y exhibición de la colección. Por este motivo, el Ayuntamiento de Valencia planteó la realización de un nuevo edificio que se localizaría en el Pla del Real cuya finalidad sería acoger la colección de Botet para exhibirla al público. El nuevo edificio, que se pretendió denominar como el Palacio Valenciano de Ciencias Naturales, nunca llegó a construirse debido a la falta de financiación, en su lugar la colección de depositó en un nuevo emplazamiento en el edificio del Almodí (Almudín en castellano), una antigua alhóndiga del siglo XIV situada en pleno centro de la ciudad histórica de Valencia, encontrándose a pocos metros de la Catedral y que en la actualidad acoge una sala de exposiciones.
La nueva ubicación permitió que la colección paleontológica pudiera ser visitada por el público general, inaugurándose en el año 1908 como Museo Municipal de Paleontología.
En 1924 fallece Eduardo Boscá Casanoves, el primer director del museo y uno de los mayores defensores de la difusión social de la colección paleontológica de Botet.
Ese mismo año le sucede en el cargo Don Francisco Beltrán Bigorra, que amplió los fondos del museo con una enorme colección malacológica donada en 1925 por Eduardo Roselló Bru.
Durante las décadas posteriores, el museo se mantuvo abierto al público en dicho emplazamiento, convirtiéndose el edificio del Almudín en sinónimo de Museo de Paleontología, hasta que unas lluvias torrenciales acaecidas en 1989 aceleraron el deterioro del edificio, declarándose en estado de ruina.
Las autoridades procedieron al desalojo de la colección ante el peligro de derrumbe, no existiendo, desde la Segunda Guerra Mundial, un precedente en Europa de un traslado de fondos de esa magnitud.
La colección se traslada a los bajos de la Casa Consistorial, en la antigua Sala Municipal de Exposiciones, inaugurándose el 2 de julio de 1991.
Durante el año 1996, el Ayuntamiento de Valencia aprueba un proyecto de rehabilitación del antiguo restaurante de Viveros y la creación del Museo de Ciencias Naturales que acogerá los fondos del Museo de Paleontología.
Para potenciar al máximo el valor didáctico de las colecciones, se elaboró un proyecto que respetaba las tendencias museográficas más actuales. En 1999 se inauguró el actual Museo de Ciencias Naturales de Valencia, en el mismo emplazamiento donde el Ayuntamiento de Valencia proyectó la construcción del Palacio Valenciano de Ciencias Naturales a principios del siglo XX.

## Edificio
El edificio, de estilo racionalista valenciano, que actualmente acoge el Museo de Ciencias Naturales corresponde con el antiguo restaurante de lujo Restaurante Viveros. Este edificio fue construido a finales de los años 1950, y fue diseñado por el arquitecto valenciano Luis Gay Ramos, cuyo trabajo estaba influido por el arquitecto Ludwig Mies van der Rohe, precursor de la escuela Bauhaus. El edificio está considerado como edificio singular y cuenta con un grado de protección 2.

## Colecciones
La colección de Rodrigo Botet es posiblemente la mejor colección europea de fósiles del Pleistoceno sudamericano, estando formado por veinte esqueletos y más de cinco mil huesos que pertenecen a más de veinte familias diferentes de mamíferos.

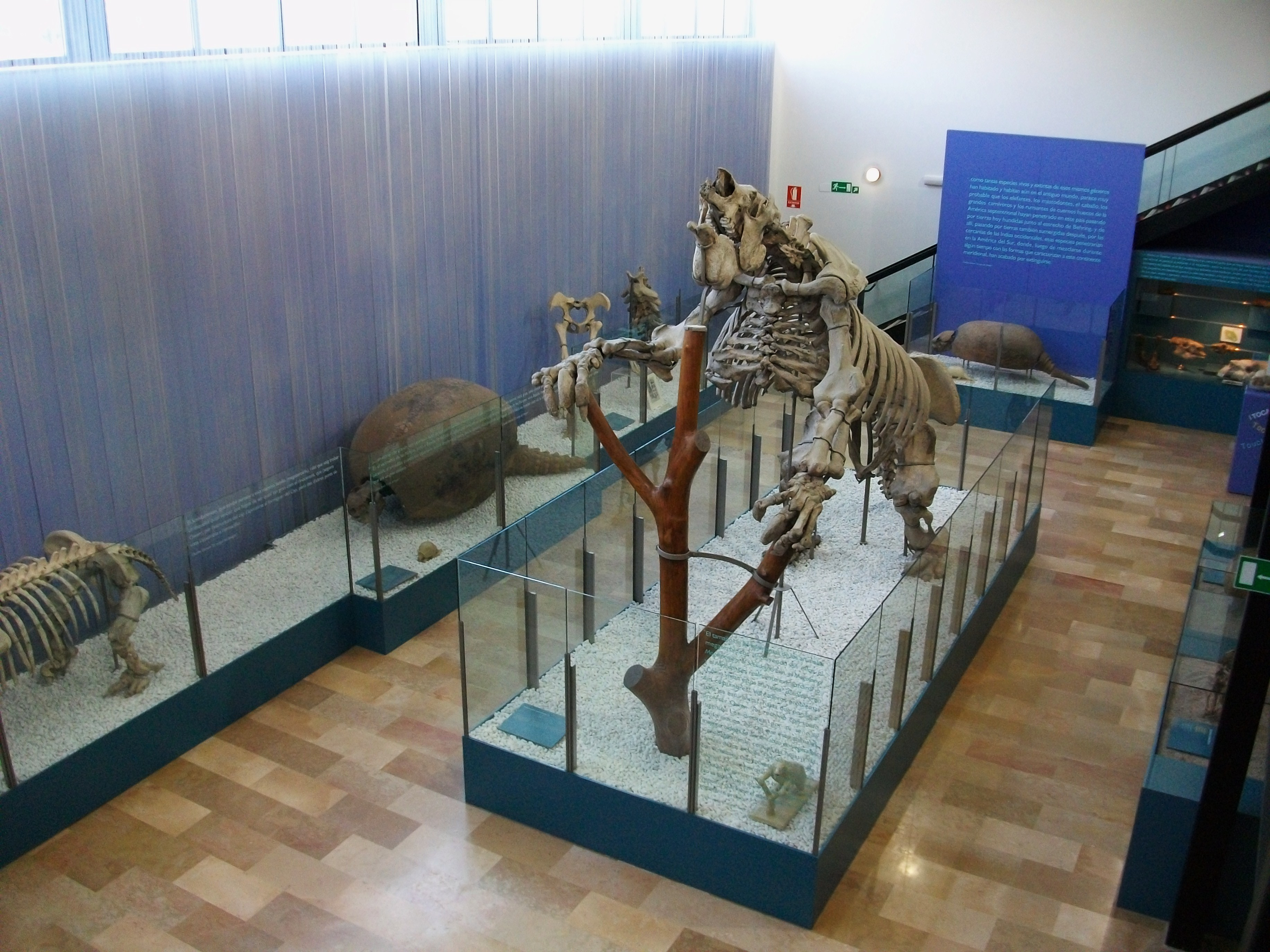
Vista interior del Museo, con el Megaterio en el centro de la sala.

## Salas del Museo
1. Ciencia y Tecnología: Esta sala está dedicada a la historia de la ciencia y en ella se encuentra el primer microscopio electrónico que hubo en Valencia, adquirido en 1966 por el Instituto de Investigaciones Citológicas, actual Fundación Valenciana de Investigaciones Biomédicas. Destaca la recreación de un gabinete científico del siglo XIX, similar al de Ramón y Cajal.[1]
2. Biodiversidad: Sala destinada a la descripción y divulgación de la biodiversidad valenciana. Incluye una visita virtual a los espacios naturales de El Saler y La Devesa.[1]
3. Origen de la vida: El Paleozoico
4. Colección paleontológica Rodrigo Botet: En esta sala, donde se expone la colección de Rodrigo Botet, se encuentra el ejemplar más representativo y espectacular del museo, un esqueleto completo de un Megaterio de seis metros de longitud. También podemos encontrar en esta sala los esqueletos de un gran úrsido, un tigre de dientes de sable (Smilodon ensenadensis) y varios armadillos gigantes, entre los que destaca un Eutatus seguini, un Neosclerocalyptus y un Glyptodon clavipes. Los ejemplares de la colección de Rodrigo Botet son mencionados por Charles R. Darwin en su obra El origen de las especies, provocando que la colección fuera muy cotizada por prestigiosos museos europeos de la época.[1]
5. Mesozoico y Cenozoico
6. Dinosaurios de la Comunitat Valenciana
7. Yacimientos del Neógeno continental valenciano: En el museo podemos encontrar el cráneo de un sirenio de la 5 millones de años encontrado en Pilar de la Horadada (provincia de Alicante), perteneciente al género Metaxitherium, el grupo de los actuales dugongos.[1]
8. Malacología: En esta sala está expuesta parte de la colección donada en 1925 por Eduardo Roselló Bru.

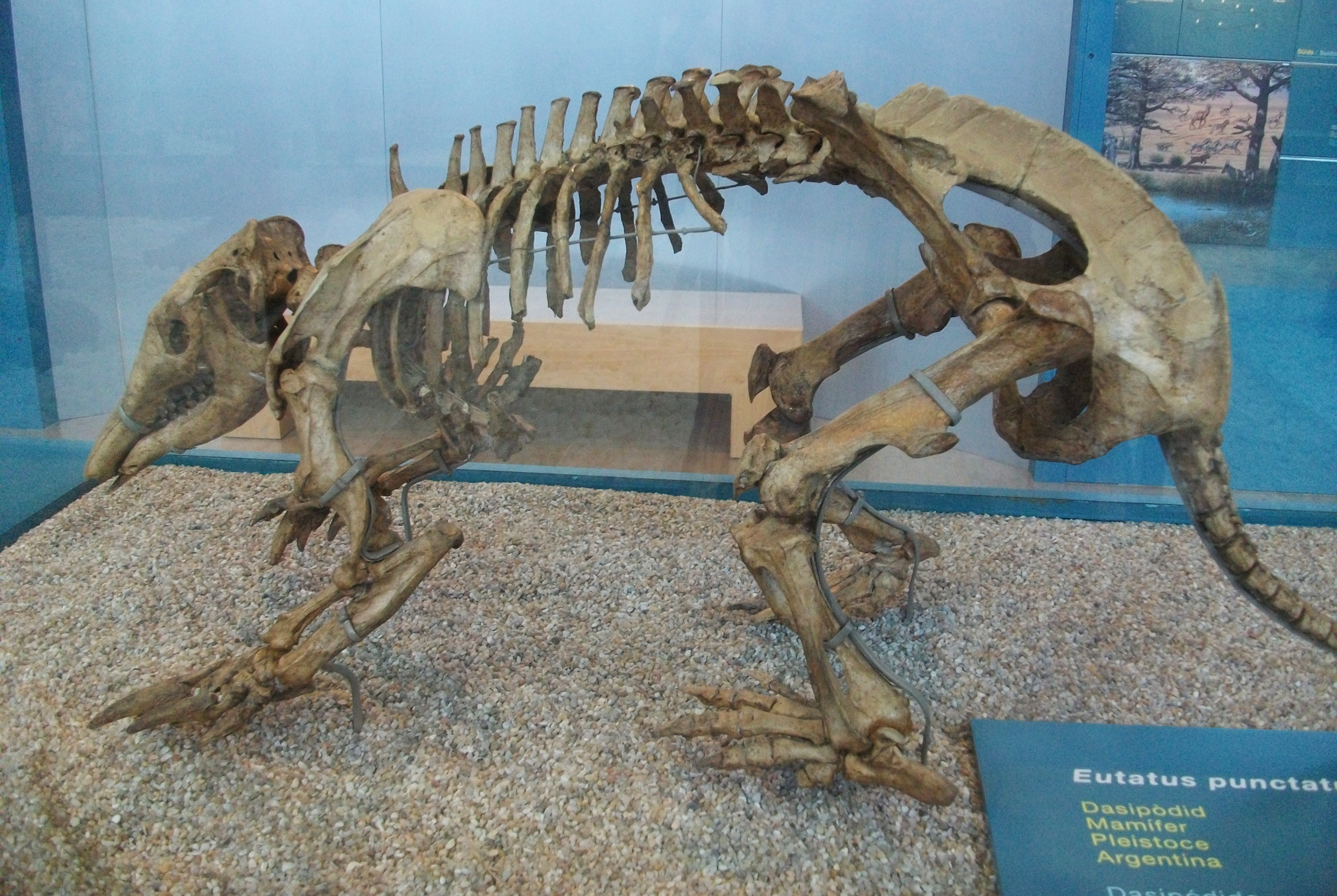
Esqueleto de Eutatus en el Museo de Ciencias Naturales de Valencia.

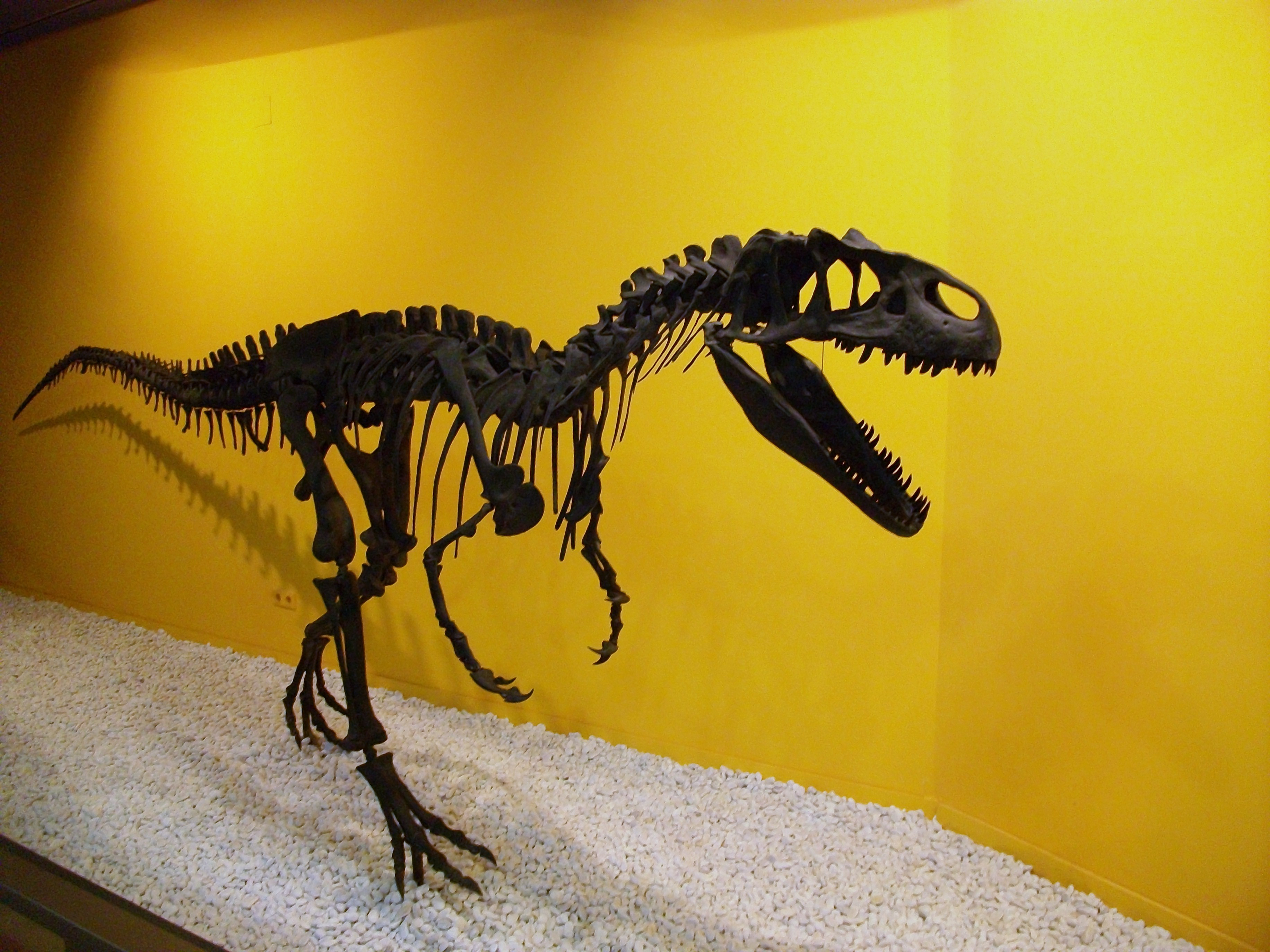
Esqueleto de Allosaurus fragilis en el Museo de Ciencias Naturales de Valencia.

9. Ecosistemas y aves de ciudad
10. Apicultura
11. Exposiciones temporales

## Áreas
Consta de cuatro áreas diferenciadas:
1. La contribución valenciana a las Ciencias Naturales.
2. La Historia de la vida, un recorrido a través de las diferentes épocas en que suele dividirse la edad de la Tierra. También se exhibe en esta área la colección paleontológica más importante del Museo, que es el legado de J. Rodrigo Botet, consistente en una fabulosa muestra de paleontología del cuaternario de América del Sur. Sobresale en importancia el ejemplar de Megaterio, pieza emblemática del Museo;
3. Malacología, una interesante colección de conchas de moluscos, completa representación de la fauna malocológica de la Comunidad Valenciana.
4. Ecosistemas valencianos.

El término municipal de Valencia posee una gran riqueza y variedad de ecosistemas. Es muy difícil encontrar en un mismo espacio, una ciudad de casi un millón de habitantes, un ecosistema de ribera del río, el mar, una huerta con una gran productividad agrícola y los núcleos de mayor valor naturalístico del parque natural de la Albufera de Valencia, como son la Albufera y su Devesa.